# Lydia Mugambe
Lydia N. Mugambe Ssali (Uganda, 24 de marzo de 1975) es una abogada, esclavista y jueza de Tribunal Penal de las Naciones Unidas, antigua juez del Tribunal Superior de Uganda y ex Inspectora General del Gobierno de Uganda.
Es académica (en inglés, fellow) de Columbia University, en su Instituto para el estudio de los Derechos Humanos, y es miembro del Oxford Human Rights Hub.
Antiguamente, la juez Mugambe trabajó en el Tribunal Penal Internacional para Ruanda, del Consejo de Seguridad de las Naciones Unidas y con sede en Tanzania, tanto en su departamento de juzgados como en su departamento de apelaciones y de asesoramiento legal.
En 2025 un juzgado inglés la condenó por esclavizar a otra africana en Oxford.  Su sentencia  por esclavismo asciende a 76 meses de prisión.  No se le cobró a la esclavista reparaciones por la esclavitud.

## Antecedentes y educación
Se graduó de la Facultad de Derecho de la Universidad Makerere con una Licenciatura en Derecho. Posteriormente, obtuvo un Diplomado en Práctica Jurídica por el Centro de Desarrollo Jurídico en Kampala. También posee una Maestría en Derecho por la Universidad de Pretoria en Sudáfrica. Mugambe habla inglés con fluidez y comprende el francés.

## Carrera
Mugambe fue magistrada de alto rango del poder judicial de Uganda entre 2000 y 2005, y trabajó en diversas funciones en el Tribunal Penal Internacional para Ruanda desde 2005.
Fue nombrada miembro del Tribunal Superior de Uganda en mayo de 2013, asignada a la División Civil. En enero de 2017, la juez Mugambe dictó sentencia contra el Hospital Nacional de Referencia Mulago, que había sido demandado por Jennifer Musimenta y su esposo Micheal Mubangaizi, por la desaparición de su bebé recién nacido. La juez declaró al hospital culpable de negligencia y concedió a la pareja 85 millones de chelines ugandeses (aproximadamente 24.000 dólares estadounidenses) en concepto de daños y perjuicios.
El fallo fue aclamado por observadores jurídicos y ONG en Uganda como un hito en el reconocimiento de los derechos de las mujeres pobres, vulnerables y marginadas. La sentencia fue nominada al premio del Centro de Salud, Derechos Humanos y Desarrollo (CEHURD), en 2017.
António Guterres, el Secretario General de las Naciones Unidas nombró a Mugambe al puesto de Juez del Mecanismo Residual Internacional de los Tribunales Penales de las Naciones Unidas a partir del 26 de mayo de 2023.  Posteriormente las Naciones Unidas le prolongaron el mandato a Mugambe del 1 de julio de 2024 al 30 de junio de 2026, y participó en varios asuntos como Juez Única.

## Esclavista
Mugambe estudiaba en 2024 un doctorado en derecho en la Universidad de Oxford, Inglaterra. El 7 de agosto de 2024, la policía de Thames Valley la acusó con relación al esclavismo de una mujer cuyo viaje de Uganda a Inglaterra Mugambe organizó y a quien subsecuentemente Mugambe esclavizó, empleándola en labores domésticas.
Mugambe alegó inmunidad diplomática debido a su condición de juez de las Naciones Unidas antes de ser arrestada —esto se mostró en un breve video de la BBC.
El juicio comenzó en febrero de 2025 ante el Tribunal de la Corona de Oxford. Se reveló que Mugambe participó en un intercambio "muy deshonesto", en el que Mugambe intentó influenciar a un juez que estaba a cargo de un juicio en el que se acusaba John Leonard Mugerwa, Alto Comisionado Adjunto de la Embajada de Uganda en Londres, a cambio de que Mugerwa patrocinara la visa de la esclava para ingresar a Inglaterra.  Mugambe empleó la dirección de Mugerwa y un falso contrato de empleo para obtener el visado de ingreso a Inglaterra de la víctima quien posteriormente fue esclavizada por Mugambe.
Mugambe requisó pasaporte y visado a su esclava; empero, la esclava pidió ayuda a un amigo, lo cual desencadenó la investigación policíaca.
En marzo de 2025, Mugambe fue condenada por conspiración para realizar un acto para facilitar la comisión de una violación de la ley de inmigración del Reino Unido por parte de un ciudadano no británico, por exigir a una persona que realizace trabajo forzado u obligatorio, por conspiración para intimidar a un testigo y por organizar o facilitar el viaje de otra persona con vistas a su explotación.

## Reacciones
El periódico de la Fundación Hirondelle relacionó el relativo silencio de la Corte Penal Internacional en el caso de Mugambe con las acusaciones de «ocultación tras las atrocidaes» de Karim Khan, un fiscal de la Corte Penal Internacional acusado de violar reiteradamente a una mujer.